# Aniwa (île)
Pour les articles homonymes, voir Aniwa.
Aniwa est une petite île de la mer de Corail située dans la province méridionale de Taféa au Vanuatu. C’est un atoll surélevé avec une altitude maximale de 42 m. Au nord-ouest, se trouve le lagon Itcharo ou Tiaro, avec une passe vers l’océan.

## Histoire
De 1866 à 1881, la mission presbytérienne de John Paton convertit une partie de la population.
Après 1945, le mouvement millénariste de John Frum s'impose quelque temps.

## Démographie
Comme la proche Futuna, Aniwa est une exclave polynésienne, avec une langue, le futuna-aniwa, proche du futunien. Sa population, de 341 habitants, vit dans cinq villages distincts : Itamotou, Imalé, Isavaï, Ikaokao et Namsafoura.
Seuls des sentiers pédestres relient les hameaux.
Les cultures vivrières (igname, taro, manioc, macabo, agrumes) et la pêche assurent la subsistance.
L'éco-ethno-tourisme est prometteur, notamment en raison de la présence d'un lagon.